# Zimmerberger Bach
Der Zimmerberger Bach ist ein rechter Nebenfluss der Wupper, die hier im Oberlauf Wipper genannt wird, bei Marienheide-Holzwipper. 

## Geographie

### Verlauf
Der Bach entspringt auf 428 m Höhe östlich der Hofschaft Zimmerberg und fließt in südwestlicher Richtung verrohrt an der Hofschaft vorbei. Eine weitere Quelle südlich von Zimmerberg speist einen Teich, vereint mit diesem Quellzulauf unterquert der Bach, ebenfalls bis dahin verrohrt, die Landesstraße L306.
In einem Bogen wendet sich der Bach nach Süden und mündet auf 383 m Höhe bei dem Naturschutzgebiet Nass- und Grünlandkomplex östlich Holzwipper in der Wipper. Wenige Meter zuvor wird ein Teil des Bachs für die Speisung dreier Teiche abgezweigt.

### Einzugsgebiet
Das Einzugsgebiet des Zimmerberger Bachs wird über Wupper und Rhein in die Nordsee entwässert.
Es grenzt 
- im Norden an das des Gelben Ahbachs, einem Zufluss der Lingese
- im Osten an das der Wipper
- und im Westen an das des Haßsiefen, einem Wipperzufluss.

Im Einzugsbereich wechselt Ackerland mit Grünland.